# 위불의
위불의(衛不疑, ? ~ ?)는 전한 중기의 제후로, 하동군 평양현(平陽縣) 사람이다. 대장군 위청의 아들이다.

## 행적
원삭 5년(기원전 124년), 거기장군 위청이 흉노의 우현왕을 물리쳤다. 무제는 위청의 공로를 치하하여 대장군으로 승진시켰고, 위불의는 아버지의 공으로 형제 위항·위등과 함께 열후에 봉해졌다.
원정 5년(기원전 112년), 주금에 연루되어 작위가 박탈되었다.

## 출전
- 사마천, 《사기》 권20 건원이래후자연표·111 위장군표기열전

| 선대 (첫 봉건) | 전한의 음안후 기원전 124년 4월 정미일 ~ 기원전 112년 | 후대 (폐지) |